# 蒙永山
蒙永山（1964年11月—），男，汉族，广西贵港人，中华人民共和国政治人物。

## 生平
1985年毕业于西南政法大学法律系，1999年毕业于四川大学刑法学研究生进修班，1992年加入中国共产党，曾任广西壮族自治区人民检察院法律政策研究室副主任、主任，钦州市人民检察院副检察长、检察长，广西壮族自治区人民检察院党组成员、党组书记、副检察长，2018年11月任青海省人民检察院代检察长，2019年1月正式出任检察长。2020年7月，蒙永山的副手贾小刚落马并且在11月遭到开除党籍和开除公职处分。

### 落马
2021年6月2日，因涉嫌严重违纪违法，主动投案，接受中央纪委国家监委纪律审查和监察调查，成为中共十八大以来，继陈旭、杨克勤之后第三名落马的省级检察院检察长，也是继杨克勤之后第二位在任上落马的省级检察院检察长。同时也是继青海省人民政府原副省长、中共海西州委原书记、柴达木循环经济试验区党工委原书记文国栋之后青海省第二名主动投案的省部级官员。8月16日，遭到开除党籍、开除公职处分。10月9日，蒙永山涉嫌受贿一案由国家监察委员会调查终结，经最高人民检察院指定，由内蒙古自治区赤峰市人民检察院审查起诉，赤峰市人民检察院已向赤峰市中级人民法院提起公诉。2022年7月12日，内蒙古自治区赤峰市中级人民法院一审公开宣判，以受贿罪判处被告人蒙永山被判处有期徒刑11年，并处罚金200万元。法院认定，蒙永山利用职务之便，收受贿赂，共计折合人民币2112万余元，构成受贿罪，但鉴于其主动投案，如实供述全部犯罪事实，主动供述绝大部分办案机关尚未掌握的事实，构成自首，其所受贿赂中有100万元系未遂，依法可对其从轻处罚，故做出上述判决。